# Kevin Arriola
Kevin Arriola (3 de agosto de 1991, Ciudad de Guatemala, Guatemala) es un jugador de fútbol que actualmente milita en el club Deportivo Iztapa de la Liga Nacional de Guatemala.

## Trayectoria

### Xelajú
Kevin es un jugador que juega en el medio campo, es oriundo de la ciudad capital y su trayectoria futbolista la comienza en las ligas menores del CSD Municipal. En 2012 Kevin viene a Quetzaltenango Para hacer pruebas con las inferiores de  Xelajú MC en donde se queda y empieza a triunfar con el equipo Sub-20, para luego ascender al equipo mayor de Xelajú MC. 
En el torneo clausura de 2012 de la mano del entrenador Hernan Medford, Kevin consigue su primer título de Liga nacional con el Xelajú MC, junto a Luis Martínez estos dos jóvenes futbolistas son grandes promesas del Xelajú MC y del Fútbol de Guatemala.
Arriola también realizó una prueba en el fútbol de Suecia, donde no se pudo quedar.

### CSD Municipal
Luego de su paso con el Antigua GFC, regresa al CSD Municipal en 2018, que es el club donde se formó.

## Clubes
| Club             | País      | Año             |
| ---------------- | --------- | --------------- |
| Xelajú MC        | Guatemala | 2012 - 2016     |
| FC Chiasso       | Suiza     | 2016            |
| Antigua GFC      | Guatemala | 2017 - 2018     |
| CSD Municipal    | Guatemala | 2018 - 2019     |
| Deportivo Iztapa | Guatemala | 2019 - presente |

### Campeonatos nacionales
| Título               | Club      | País      | Año  |
| -------------------- | --------- | --------- | ---- |
| Torneo Clausura 2012 | Xelajú MC | Guatemala | 2012 |